# Eudicella daphnis
Eudicella daphnis är en skalbaggsart som beskrevs av Jean Baptiste Lucien Buquet 1835. Eudicella daphnis ingår i släktet Eudicella och familjen Cetoniidae. Utöver nominatformen finns också underarten E. d. frantzi.